# Lonchocarpus longipedunculatus
Lonchocarpus longipedunculatus är en ärtväxtart som beskrevs av Mario Sousa och J.C.Soto. Lonchocarpus longipedunculatus ingår i släktet Lonchocarpus och familjen ärtväxter. Inga underarter finns listade i Catalogue of Life.